# Yadatavaya
Yadatavaya (auch: Anda Tavie) ist eine kleine Insel der Kadavu-Gruppe in Fidschi.

## Geographie
Yadatavaya ist eine Insel in der Verlängerung von Muaikuvukuvu Point vor der Küste des Nordteils der Hauptinsel Kadavu. Sie ist mit tropischem Regenwald bewachsen.